# Stevan Hristić
Pour les articles homonymes, voir Hristić.
Stevan Hristić (en serbe cyrillique : Стеван Христић ; né le  19 juin 1885 à Belgrade - mort le 21 août 1958 à Belgrade) était un compositeur serbe. Il était le fils du ministre et diplomate Kosta Hristić (1852-1927) et le petit-fils de Nikola Hristić (1818-1911) qui fut plusieurs fois le chef de gouvernement de la principauté et du royaume de Serbie. Il est considéré comme le plus talentueux des compositeurs serbes de la première moitié du XXe siècle.

## Biographie

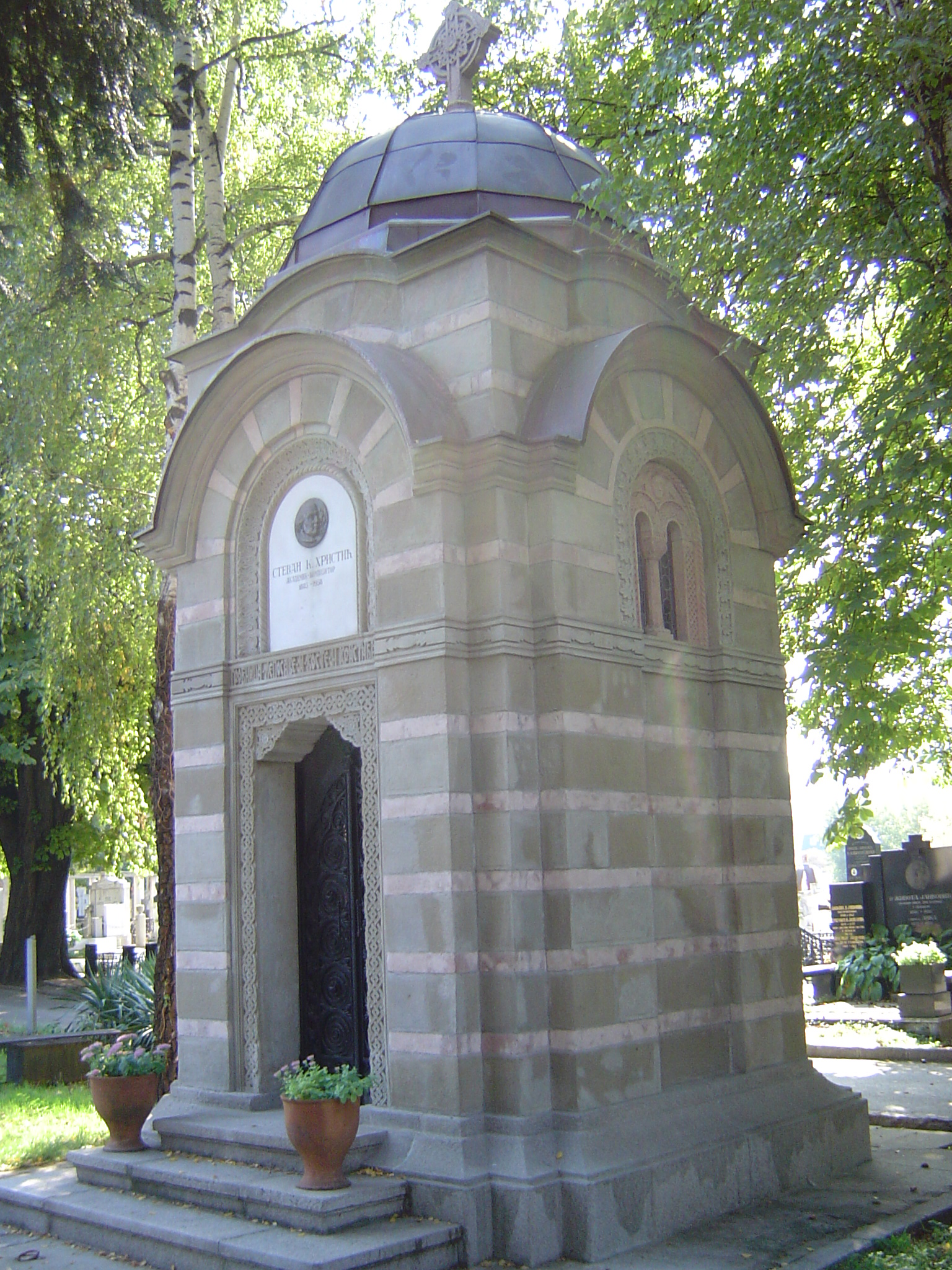
La tombe de Stevan Hristić dans l'allée des Grands du nouveau cimetière de Belgrade

Stevan Hristić a suivi les cours du conservatoire de musique de Leipzig, où il a appris les bases de la composition puis, avant la Première Guerre mondiale, il a également travaillé son art à Moscou, Paris et Rome. Il se familiarisa ainsi avec les tendances musicales européennes, tout en s'appuyant sur la tradition du romantisme serbe et sur les couleurs musicales de son pays, telles qu'elles sont par exemple illustrée par son grand devancier Stevan Stojanović Mokranjac ; il se créa ainsi une langue musicale mêlant les influences de la musique traditionnelle de la Serbie avec des éléments post-romantiques, impressionnistes et véristes dans la mélodie, l'harmonie et l'instrumentation. Tout cela a permis à sa musique d'être accessible à un large public[réf. nécessaire].
En 1923, Stevan Hristić fonda l'Orchestre philharmonique de Belgrade, dont il fut le directeur et le chef d'orchestre. Entre 1924 et 1935, il fut directeur de l'Opéra de Belgrade et, en 1937, il participa à la création l'Académie de musique, où il donna des cours. En 1945, il participa encore à la création de l'Association des compositeurs de Serbie (Udruženje kompozitora Srbije), dont il fut un des premiers présidents, puis, en 1950, à celle de la Société des compositeurs de Yougoslavie. En plus de ces fonctions, il fut élu membre associé de l'Académie serbe des sciences et des arts en 1948 et membre de plein droit en 1950.
Stevan Hristić est mort le 21 août 1958 ; il est enterré dans l'allée des Grands du nouveau cimetière de Belgrade.

## Œuvres
Mais Stevan Hristić est surtout connu pour son œuvre musicale. Il a commencé à écrire de la musique pour accompagner des pièces de théâtre, comme le chant intitulé Čučuk Stana, qui date de 1907 ; pendant tout le reste de sa vie, il continua à écrire des mélodies, ainsi que des pièces chorales. Parmi ses œuvres de musique pure figurent la Fantaisie symphonique pour violon et orchestre (Simfonijska fantazija za violinu i orkestar), écrite pour son diplôme de fin d'études au conservatoire de Leipzig, et la Rhapsodie pour piano et orchestre (Rapsodija za klavir i orkestar). Son œuvre la plus connue et, sans doute, la plus importante est l'oratorio Résurrection (Vaskrsenje, 1912), la première création de ce genre dans la musique serbe ; il a également composé un Requiem (Opelo), un opéra intitulé Crépuscule (Suton, 1925) et un ballet très connu dans son pays intitulé La Légende d'Ohrid (Ohridska legenda, 1948).